# Briciul lui Occam
Briciul lui Occam, sau principiul parcimoniei, este folosit pentru a justifica anumite afirmații științifice. Lui William de Occam i se atribuie principiul conform căruia cea mai simplă explicație pentru un fenomen este de preferat. Acest principiu își găsește formularea deseori în felul următor: "entitățile nu trebuie să fie multiplicate dincolo de necesar" (entia non sunt multiplicanda praeter necessitatem).

## Exemplificare
A se considera situația omniprezentă a două teorii A și B, unde A este versiunea cea mai simplă a teoriei, care se potrivește cu datele, iar B este o versiune a lui A augmentată cu elemente adiționale care nici nu îmbunătățesc, nici nu dăunează problemei. Principiul briciului lui Occam ne sfătuiește să îndepărtăm elementele suplimentare din B, rămânând cu versiunea mai simplă A.
Deoarece pentru orice teorie există un număr infinit de variații care sunt în mod egal consistente cu datele actuale, briciul lui Occam este folosit în mod implicit în orice cercetare științifică. De exemplu, a se vedea teoria faimoasă a lui Isaac Newton privind "acțiunea și reacțiunea". O teorie alternativă ar fi: "pentru fiecare acțiune există o reacțiune egală și opusă, cu excepția zilei de 12 ianuarie 2055, când reacțiunea va avea intensitate înjumătățită". Această adăugire aparent absurdă violează principiul briciului lui Occam deoarece este o adăugire care nu este necesară. Într-adevăr, fără o lege precum briciul lui Occam, nu ar exista nici o justificare filozofică sau practică pentru savanți ca să enunțe orice teorie în fața competitorilor ei care sunt ca număr infiniți. Prin urmare, știința nu ar mai putea să facă deloc prognoze.
Dificultatea în cazul briciului lui Occam constă în faptul că aceasta nu specifică, și nici nu este întotdeauna clar, care teorie este mai simplă. Mai mult, briciul lui Occam nu reprezintă decât o preferință estetică pentru simplicitate. Prin urmare nu poate fi considerată riguroasă. Există abordări matematice legate de aceasta, cum ar fi cele care rezultă din analiza bayesiană și teoria informației care urmăresc să cuantifice simplicitatea. O asemenea abordare este inferența numită lungimea minimă a mesajului.
Briciul lui Occam nu afirmă că cea mai simplă explicație este de preferat indiferent de capacitatea sa de a explica neregularități și excepții. Principiul falsificabilității afirmă că orice excepție care poate fi reprodusă în mod veridic trebuie să invalideze cea mai simplă teorie, și că argumentul următor, în ordinea simplicității, care poate să încorporeze excepția în ca parte a teoriei trebuie să fie preferat în locul primei. După cum a afirmat Albert Einstein: "Scopul ultim al oricărei teorii este de a asigura ca elementele de bază ireductibile să fie cât mai simple posibil și reduse ca număr, fără să trebuiască să renunțe la reprezentarea adecvată chiar și a unui singur experiment".

## Echivalențe
- Pluralitas non est ponenda sine necessitate („Nu trebuie să punem mai multe lucruri fără necesitate”) sau
- Frusta fit per plura quod potest fieri per pauciora („În zadar se face prin mai multe ceea ce se poate face prin mai puține”)